# Кличка (посёлок городского типа)
Кли́чка — посёлок городского типа в Приаргунском районе Забайкальского края России.

## Транспорт
Расстояние до ближайшей железнодорожной станции 11 км.
Аэропорт в 50 км.

## История
Основан в 1759 году.
Статус посёлка городского типа — с 1952 года.

## Население
| 1902  | 1959  | 1970  | 1979  | 1989  | 2002  | 2009  | 2010  |
| ----- | ----- | ----- | ----- | ----- | ----- | ----- | ----- |
| 1546  | ↗7196 | ↘5483 | ↘4561 | ↘4412 | ↘2628 | ↘2226 | ↘1786 |
| 2012  | 2013  | 2014  | 2015  | 2016  | 2017  | 2018  | 2019  |
| ↘1674 | ↘1612 | ↘1568 | ↘1503 | ↘1464 | ↘1414 | ↘1316 | ↘1241 |
| 2020  | 2021  |       |       |       |       |       |       |
| ↘1177 | ↘1134 |       |       |       |       |       |       |

## Экономика
Нерчинский полиметаллический комбинат - промышленный центр в посёлке Кличка. Месторождения района разрабатывались с начала XVIII века. В 1951 введена в действие Кадаинская, в 1953 Кличкинская, в 1954 Благодатская, в 1965 Акатуевская шахты. В 1965 создано Нерчинское рудоуправление, переименованное в 1975 в Нерчинский полиметаллический комбинат. В состав комбината входят шахты Акатуевская, Благодатская, Воздвиженская, Кадаинская, Кличкинская и Михайловская, Покровский карьер и обогатительные фабрики. С 2014 года перепрофилирован под производство сурьмяных концентратов на фабрике посёлка Кличка. Здесь до 2000 годов существовал аэродром.